# Dilldorf
Dilldorf is een plaats in het stadsdeel Kupferdreh in Essen in
Duitsland. Dilldorf hoort bij het gebied waar het Nederfrankische dialect Limburgs wordt gesproken.
Dilldorf ligt aan de Uerdinger Linie. Vanaf 1896 tot 1929 hoorde Dilldorf bij de gemeente Kupferdreh, vanaf 1929 hoorde het bij de stad Essen.